# 쑨하이잉
쑨하이잉(중국어 간체자: 孙海英, 정체자: 孫海英, 병음: Sūn Hăiyīng, 한자음: 손해영, 1956년 10월 7일 ~ )은 중국의 배우, 텔레비전 배우이다. 랴오닝성 선양시에서 태어났다.

## 방송
- 초한지
- 천하의 명장 한신
- 대한천자 3
- 사조영웅전 2003

## 영화
- 비동소가 (2016년)
- 초한지 (2012년) - 범증 역
- 갑천하 (2011년)
- 블락트 (2011년)
- 인생은 기적 (2010년)
- 산사나무 아래 (2010년)
- 해바라기(영어판) (2005년)
- 관서무겁도 (2003년) - 해가다 역
- 맹정 (2003년)
- 쌍기진도객 (1991년)